# 村上三奈
村上 三奈（むらかみ みな、1982年11月4日 - ）は、大阪府出身のタレント、パフォーマー。

才能はかり売りマーケットごろっぴあ所属。愛称は「なにわのスーパーアホドル」。

師匠は事務所の経営者であるQ(ku:)の二人。

オムニキンゆきえとともに体操ユニット天晴レ天女ズ（あっぱれてんにょず）のminaとしても活躍中。

## 来歴
- 2002年、よみうりテレビのオーディション番組で結成したアイドルグループ「プチドル隊」の一員としてデビュー（経緯はプチドル隊の項を参照）。
- 2003年5月3日、「なにわのスーパーアホドル」の誕生日として関西地区で活動開始。テレビ・ラジオ以外ではストリートパフォーマンス（通称バスキン）を行っている。
- 2006年春、5年間正社員として勤務していた整骨院のレセプターを退職。その後、3泊5日の日程で単身ニューヨークへ行き、ストリートパフォーマンス（バスキン）を披露した。ニューヨーカーから"OH!MY GOD!"という言葉を受けるとともに、少女から1ドルを得ている。
- 2007年、グミキャンディ「シゲキックス」のCMが日本全国で流れ「あのCMの女性は何者?」と注目される。同年4月、ファーストミニアルバム「くるくるマシーン」を発売した。
- 2009年6月27日から7月25日（JST7月26日）までの約1カ月間、トロントに滞在し、午前中は語学学校へ通い、午後からは、ダウンタウン・トロントで、無許可でストリートパフォーマンス（Busking）を行っていた。
- シンガーソングベーシスト・池田ゆか里とのWinkのぱちもんユニット「Win-Q（くぅ）」を結成後、天晴レ天女ズ（あっぱれてんにょず）と改名し、2010年から活動している。
- 2016年現在、Buskingは金曜日午後11時30分ごろに大阪・北新地（不定期・雨天中止）で実施。これ以外にも大阪環状線や地下鉄などの駅周辺ほか、キタやミナミ界隈でゲリラ的に行われている。
- 2020年3月にヘルメットパフォーマンスは引退。引退セレモニーを大坂城ホールで行うことが目標となっていたが、これを撤回。現在も活動中。
- 2017年8月16日 同志社大学で行われた『未来フェス 2017 in 京都』のメインイベントである「日本再編集会議(Part.1)」においてプレゼンターとして参加。
- 大阪・富田林ぴんぽん地球（テラ）スで月1回の単独ライブなどを開催[1]。

## 人物
- 自称ジャンルはパーティスト。
- ヘルメットとメガホン、ラジカセがトレードマーク。ヘルメットと衣裳を合わせた「赤アホドル」、「黄アホドル」、「青アホドル」、「橙アホドル」という早口言葉のような4パターンがある。
- 特技は陸上競技（50m走で6秒4の記録を持つ）。
- ヘアサロンの三原さんによる、最新の髪型はオカッパ前髪パッツンである。
- いわゆる「猫舌」である。
- 座右の銘（本人曰く『座右の目』）は「身のほど知らず」。

## 出演

### テレビ
- プチドル（2002年、読売テレビ）
- もっともっと関西2!（2007年12月、NHK大阪放送局）関西のローカルアイドルとして紹介された。
- 笑っていいとも!増刊号（2007年12月、フジテレビ）「金のたまごクラブリターンズ」コーナーにて。
- クイズ!紳助くん（2008年3月、ABCテレビ）
- 理由ある太郎（2008年5月2日 - 9月、フジテレビ）準レギュラー
- 踊る踊る踊る！さんま御殿！！超激アツ夫婦＆ワケあり女の人生SP！（2008年9月27日、日本テレビ）
- どきワク関西（2016年4月28日(池田市 園芸高校)、5月6日(門真市 門真本町商店街)、27日(茨木市 梅花女子大学)、6月9日(京都市北区 立命館大学)、30日(どきワク関西スタジオ)　J:COM関西）レポーター[2]

### ラジオ
- 森脇健児のサタデーミーティング（KBS京都）
- Break in MASA（2007年4月 - 2009年3月、岐阜エフエム放送）メインパーソナリティ
- ナニワ音楽ショウ 火曜日 桑名正博のセクシャルMo-Jahナイト（2007年4月 - 2008年3月、MBSラジオ）レギュラー
- 桂春菜のだから土曜日（2007年4月、ラジオ大阪）ゲスト
- さくらのブロラジ（2007年12月25日、ラジオ大阪）ゲスト[3]
- こんにちよ〜!原田伸郎です（2009年4月 - 2010年3月、ラジオ関西）月1回出演

### インターネット
- 村上三奈のカボチャのバカ（仮）（GyaOジョッキー）

### CM
- UHA味覚糖 シゲキックス（2007年）
- 金鳥 カラーフロー
- ロート製薬 アルガード PR大使（2012年）

## CD
- くるくるマシーン（2007年4月6日）

1. カボチャのバカ
2. 刺激
3. 穴
4. 空飛ぶチクワ
5. くるくるマシーン

- まじうた（2012年4月8日）

1. Smile
2. れれららのうた
3. Flower
4. る
5. ネオリズム
6. くるくるマシーン
7. 僕の宇宙
8. 付録1
9. 付録2
10. 付録3

- アホドル道・未完盤1（2016年5月1日）

1. 緑色の王子様
2. 宴DEブギ
3. 空飛ぶチクワ
4. 罪
5. M.C.M.M.のテーマ
6. カボチャのばか
7. くるくるマシーン
8. ええんか!?
9. 刺激
10. ちょんまげぷるるん
11. 穴
12. 舞いあがれ
13. おまけ

- アホドル道・未完盤2「想定外」（2016年5月3日）

1. みすえたえもの
2. ビビビ
3. ぷっぷくおじさん
4. ミナムー運動
5. ひとつ
6. ハピィビート
7. へにょら へにょ〜ら
8. オトナコドモ
9. ヒカリノコ
10. ネオリズム
11. エコノミーケーションズ

- アホドル道（2016年6月5日）

1. かぼちゃのバカ2016
2. みすえたえもの(ガチャ歌フルオケバージョン)
3. ぷっぷくおじさん
4. ええんか？
5. 穴
6. MCMMのテーマ
7. 刺激2016
8. 緑色の王子様
9. 空飛ぶチクワ2016
10. ヘニョラヘニョーラ
11. 宴 de ブギ ~Mina version~
12. ちょんまげプルルン
13. 罪
14. くるくるマシーン
15. 舞い上がれ
16. みなむー運動
17. かぼちゃのオケ
18. エコノミーケーションズ